# Phytomyza nitidicollis
Phytomyza nitidicollis är en tvåvingeart som beskrevs av Johann Wilhelm Meigen 1838. Phytomyza nitidicollis ingår i släktet Phytomyza och familjen minerarflugor.
Artens utbredningsområde är Tyskland. Inga underarter finns listade i Catalogue of Life.